# معهد الفلم الأسترالي
معهد الفيلم الأسترالي (بالإنجليزية: Australian Film Institute) هي منظمة غير ربحية تأسست في نوفمبر 1958 معنية بالعمل لتطوير الثقافة السينمائية في أستراليا وتعزيز التواصل بين صناعة السينما الأسترالية وعامة الناس. وهي مسؤولةٌ عن إنتاج جوائز جائزة الأكاديمية الأسترالية لفنون السينما والتلفزيون (AACTA Awards) السنوية.

## وصلات خارجية
- الموقع الإلكتروني